# Six Flags Great Escape
Six Flags Great Escape is een attractiepark in de Verenigde Staten, meer bepaald ten noorden van Glens Falls, New York. Het park is sinds 1996 eigendom van de Six Flags-groep, sinds 2024 Six Flags (FUN).

## Geschiedenis
The Great Escape werd in 1954 geopend als Storytown USA, een pretpark gethematiseerd naar de sprookjes van Ma Mère l'Oye. Het park was eigendom van de zakenman Charles Wood. Het land kocht hij samen met zijn vrouw voor $75,000 dollar. In 1957 realiseerden zij zich dat het park te veel gericht was op kinderen. Hierom werd het nieuwe themagebied Ghosttown Area geopend, met hierin onder meer een boomstamattractie.
In 1983 veranderde het park officieel zijn naam van Storytown USA naar The Great Escape. Om publiciteit te genereren, plakten parkingmedewerkers van het park op iedere geparkeerde auto een sticker met daarop de nieuwe naam. Deze actie werd enige jaren later gestopt vanwege aanhoudende klachten.
In 1984 werd de Steamin' Demon geopend, de eerste achtbaan van het park met inversies. Het pronkstuk van het park is de achtbaan Comet, een in 1948 gebouwde houten achtbaan welke in 1994 werd verplaatst naar The Great Escape en sinds 2009 een ACE Roller Coaster Landmark is.
In 2006 opende tegen het attractiepark een overdekt waterpark, genaamd White Water Bay.
In de eerste jaren na de overname had The Great Escape naast de attracties een variatie aan shows, in tegenstelling tot de andere parken van Six Flags. De opmerkelijkste was een duikshow waarin acteurs van een hoogte van 24 meter in een bad van 3 meter diep doken.

## Achtbanen

### Huidige achtbanen
| Naam                 | Openingsjaar | Bouwer                         | Type achtbaan           |
| -------------------- | ------------ | ------------------------------ | ----------------------- |
| Steamin' Demon       | 1984         | Arrow Dynamics                 | Stalen achtbaan         |
| Comet                | 1994         | Philadelphia Toboggan Coasters | Houten hybride achtbaan |
| Flashback            | 1997         | Vekoma                         | Boomerang               |
| Canyon Blaster       | 2003         | Arrow Dynamics                 | Mijntreinachtbaan       |
| Frankie's Mine Train | 2005         | Zamperla                       | Stalen achtbaan         |
| Bobcat               | 2024         | Gravitykraft Corporation       | Houten achtbaan         |

### Verdwenen achtbanen
| Naam                           | Jaartal geopend | Jaartal gesloten | Bouwer            | Type achtbaan             |
| ------------------------------ | --------------- | ---------------- | ----------------- | ------------------------- |
| Italian Roller Coaster         | 1971            | 1988             | Pinfari           | Stalen achtbaan           |
| Nightmare at Crack Axle Canyon | 1999            | 2007             | Anton Schwarzkopf | Stalen overdekte achtbaan |
| Alpine Bobsled                 | 1998            | 2023             | Intamin AG        | Bobslee-achtbaan          |